# Men Huifeng
Men Huifeng (門惠豐, mén huìfēng) (Tientsin, 1937) è un artista marziale cinese.

## Biografia
È 9º duan di wushu, soprannominato l'enciclopedia vivente del Wushu è un esperto cinese di Wushu ed in particolare del Taijiquan.
Durante gli anni quaranta dopo la morte del padre ucciso dalle forze di occupazioni giapponesi in Cina, Men Huifeng è stato cresciuto da un maestro cinese di tiro con l'arco.
Con la moglie Kan Guixiang (闞桂香), a sua volta 8 duan di wushu ed esperta di taiji quan stile chen (陳式太極拳), è l'ideatore dello stile Dongyue Taijiquan (東岳太極拳).
Lo stile Dongyue è una sintesi di tutti gli stili di Wushu (in particolare del Taiji quan) ed è stato presentato per la prima volta sulla montagna sacra Tai Shan all'alba del 1º gennaio 2000.
Men Huifeng et Kan Guixiang sono autori di numerose forme codificate del Wushu, in particolare del Taijiquan. Tra queste:
- Forme di stile Yang dette "Forme simplificate": 24 movimenti a mani nude e 32 movimenti di spada
- le quattro forme principali correnti degli stili Chen, Yang, Wu et Sun
- Forme di stile Chen a mani nude e di spada
- Formes combinate di 42 movimenti a mani nude e di spada
- Forme di Tui shou per il Taijiquan
- Forme di Sanshou per il Taijiquan